# Lista recordurilor mondiale pentru juniori la înot
Recordurile mondiale pentru juniori la înot se referă la cele mai bune performanțe realizate vreodată de înotătorii de sex masculin și feminin aparținând categoriei de juniori. Sportivii incluși în această categorie sunt: băieți și fete care, la data de 31 decembrie a anului în care stabilesc recordul, au vârsta cuprinsă între 15 și 18 ani pentru băieți și între 14 și 17 ani pentru fete.
Performanțele pentru bazin lung sunt omologate de FINA începând cu 1 aprilie 2014, iar cele pentru bazin scurt începând cu 1 ianuarie 2015.
Prin urmare, nu au fost luate în considerare toate recordurile mondiale stabilite anterior, cum ar fi, de exemplu, performanțele lui Katie Ledecky la 400, 800 și 1500 m liber și ale lui Rūta Meilutytė la 100 m bras. În mod similar, alte recorduri istorice stabilite de tinerii sportivi nu au fost luate în considerare, precum cel al lui Mary T. Meagher de 2:05.96 la 200 m fluture.

## Bazin lung (50 metri)

### Băieți
| Probă         | Timp     | +  | Sportiv                                                                                                | Naționlitate  | Dată                          | Eveniment                                   | Loc                         | Ref    |
| ------------- | -------- | -- | --- | ------------- | ----------------------------- | ------------------------------------------- | --------------------------- | ------ |
| Stil liber    |          |    | |               |                               |                                             |                             |        |
| 50 m          | 21.75    | h  | Michael Andrew                                                                                         | Statele Unite | 25 august 2017 26 august 2017 | Campionatele Mondiale de Juniori de Natație | Indianapolis, Statele Unite | [ 3 ]  |
| 100 m         | 46.86    | WR | David Popovici                                                                                         | România       | 13 august 2022                | Campionatele Europene de Natație 2022       | Roma, Italia                | [ 4 ]  |
| 200 m         | 1:42.97  | NR | David Popovici                                                                                         | România       | 15 august 2022                | Campionatele Europene de Natație 2022       | Roma, Italia                |        |
| 400 m         | 3:44.60  |    | Mack Horton                                                                                            | Australia     | 1 aprile 2014                 | Campionatele australiene                    | Brisbane, Australia         | [ 6 ]  |
| 800 m         | 7:43.37  |    | Lorenzo Galossi                                                                                        | Italia        | 13 august 2022                | Campionatele Europene de Natație 2022       | Roma, Italia                | [ 7 ]  |
| 1500 m        | 14:46.09 | NR | Franko Grgić                                                                                           | Croația       | 25 august 2019                | Campionatele Mondiale de Juniori de Natație | Budapesta, Ungaria          | [ 8 ]  |
| Spate         |          |    | |               |                               |                                             |                             |        |
| 50 m          | 24.00    |    | Kliment Kolesnikov                                                                                     | Rusia         | 4 august 2018                 | Campionatele Europene de Natație 2022       | Glasgow, Regatul Unit       | [ 9 ]  |
| 100 m         | 52.53    |    | Kliment Kolesnikov                                                                                     | Rusia         | 6 august 2018                 | Campionatele Europene de Natație            | Glasgow, Regatul Unit       | [ 10 ] |
| 200 m         | 1:55.14  |    | Kliment Kolesnikov                                                                                     | Rusia         | 28 iulie 2017                 | Campionatele Mondiale de Juniori de Natație | Budapesta, Ungaria          | [ 11 ] |
| Bras          |          |    | |               |                               |                                             |                             |        |
| 50 m          | 26.97    |    | Nicolò Martinenghi                                                                                     | Italia        | 4 aprilie 2017                | Campionatele italiene                       | Riccione, Italia            | [ 12 ] |
| 100 m         | 59.01    | sf | Nicolò Martinenghi                                                                                     | Italia        | 23 august 2017                | Campionatele Mondiale de Juniori de Natație | Indianapolis, Statele Unite | [ 13 ] |
| 200 m         | 2:09.39  | h  | Qin Haiyang                                                                                            | China         | 27 iulie 2017                 | Campionatele Mondiale de Juniori de Natație | Budapesta, Ungaria          | [ 14 ] |
| Fluture       |          |    | |               |                               |                                             |                             |        |
| 50 m          | 22.96    |    | Diogo Ribeiro                                                                                          | Portugalia    | 3 septembrie 2022             | Campionatele Mondiale de Juniori            | Lima, Peru                  | [ 15 ] |
| 100 m         | 50.62    |    | Kristóf Milák                                                                                          | Ungaria       | 29 iulie 2017                 | Campionatele Mondiale de Juniori de Natație | Budapesta, Ungaria          | [ 16 ] |
| 200 m         | 1:53.79  |    | Kristóf Milák                                                                                          | Ungaria       | 30 iunie 2017                 | Campionatele Europene de Natație            | Netanya, Israel             | [ 17 ] |
| Mixt          |          |    | |               |                               |                                             |                             |        |
| 200 m         | 1:56.99  | sf | Hubert Kós                                                                                             | Ungaria       | 19 mai 2021                   | Campionatele Europene de Natație            | Budapesta, Ungaria          | [ 18 ] |
| 400 m         | 4:10.02  |    | Ilia Borodin                                                                                           | Rusia         | 23 mai 2021                   | Campionatele Europene de Natație            | Budapesta, Ungaria          | [ 19 ] |
| Ștafetă liber |          |    | |               |                               |                                             |                             |        |
| 4x100 m       | 3:15.80  |    | Jake Magahey (49.51) Luca Urlando (48.73) Adam Chaney (48.64) Carson Foster (48.92)                    | Statele Unite | 20 august 2019                | Campionatele Mondiale de Juniori de Natație | Budapesta, Ungaria          | [ 20 ] |
| 4x200 m       | 7:08.37  |    | Jake Magahey (1:48.11) Luca Urlando (1:47.13) Jake Mithell (1:47.03) Carson Foster (1:46.10)           | Statele Unite | 23 august 2019                | Campionatele Mondiale de Juniori de Natație | Budapesta, Ungaria          | [ 21 ] |
| Ștafetă mixt  |          |    | |               |                               |                                             |                             |        |
| 4x100 m       | 3:33.19  |    | Nikolay Zuev (53.84) Vladislav Gerasimenko (59.53) Andrej Minakov (50.93) Aleksandr Shchegolev (48.89) | Rusia         | 25 august 2019                | Campionatele Mondiale de Juniori de Natație | Budapesta, Ungaria          | [ 22 ] |

Legendă: # – Record în așteptarea ratificării de către FINA;

 - Record mondial  - Record european;  - Record olimpic;  - Record național

Recorduri care nu au fost stabilite în finală: h – serii; sf – semifinale; s – ștafetă prima parte 

## Bazin scurt (25 metri)

### Băieți
| Probă      | Timp     | +  | Sportiv              | Naționlitate  | Dată              | Eveniment                  | Loc                     | Ref           |
| ---------- | -------- | -- | -------------------- | ------------- | ----------------- | -------------------------- | ----------------------- | ------------- |
| Stil liber |          |    |                      |               |                   |                            |                         |               |
| 50 m       | 20.98    |    | Kenzo Simonsw        | Țările de Jos | 22 decembrie 2019 | Campionatele olandeze      | Tilburg, Țările de Jos  | [ 23 ]        |
| 100 m      | 45.58    | sf | David Popovici       | România       | 14 decembrie 2022 | Campionatele Mondiale 2022 | Melbourne, Australia    | [ 24 ]        |
| 200 m      | 1:40.65  |    | Matthew Sates        | Africa de Sud | 3 octombrie 2021  | Cupa Mondială              | Berlin, Germania        | [ 25 ]        |
| 400 m      | 3:37.92  |    | Matthew Sates        | Africa de Sud | 7 octombrie 2021  | Cupa Mondială              | Budapesta, Ungaria      | [ 26 ]        |
| 800 m      | 7:36.00  |    | Sven Schwarz         | Germania      | 16 noiembrie 2019 | Campionatele Germaniei     | Berlin, Germania        | [ 27 ]        |
| 1500 m     | 14:27.78 |    | Gregorio Paltrinieri | Italia        | 24 noiembrie 2012 | Campionatele Europene      | Chartres, Franța        |               |
| Spate      |          |    |                      |               |                   |                            |                         |               |
| 50 m       | 22.77    |    | Kliment Kolesnikov   | Rusia         | 14 decembrie 2018 | Campionatele Mondiale      | Hangzhou, China         | [ 28 ]        |
| 100 m      | 48.90    |    | Kliment Kolesnikov   | Rusia         | 22 decembrie 2017 | Cupa Vladimir Salnikov     | Sankt Petersburg, Rusia | [ 29 ]        |
| 200 m      | 1:48.02  |    | Kliment Kolesnikov   | Rusia         | 13 decembrie 2017 | Campionatele Europene      | Copenhaga, Danemarca    | [ 30 ]        |
| Bras       |          |    |                      |               |                   |                            |                         |               |
| 50 m       | 25.85    |    | Simone Cerasuolo     | Italia        | 30 noiembrie 2021 | Campionatele Italiei       | Riccione, Italia        | [ 31 ] [ 32 ] |
| 100 m      | 56.66    |    | Simone Cerasuolo     | Italia        | 1 decembrie 2021  | Campionatele Italiei       | Riccione, Italia        | [ 33 ] [ 34 ] |
| 200 m      | 2:03.23  |    | Akihiro Yamaguchi    | Japonia       | 14 decembrie 2012 | Campionatele Mondiale      | Istanbul, Turcia        |               |
| Fluture    |          |    |                      |               |                   |                            |                         |               |
| 50 m       | 22.34    |    | Andrei Minakov       | Rusia         | 18 decembrie 2020 | Campionatele Rusiei        | Sankt Petersburg, Rusia | [ 35 ]        |
| 100 m      | 49.53    |    | Li Zhuhao            | China         | 19 noiembrie 2017 | Cupa Mondială              | Singapore, Singapore    | [ 36 ]        |
| 200 m      | 1:49.61  |    | Chen Juner           | China         | 28 octombrie 2022 | Campionatele Chinei        | Beijing, China          | [ 37 ]        |